# 카미에라비
《카미에라비》(일본어: カミエラビ)는 일본 오리지널 애니메이션 TV 시리즈이다. 요코 타로가 제작하고 언엔드(Unend)가 프로듀싱하고 세시타 히로유키가 감독한 이 시리즈는 2023년 10월부터 12월까지 후지 TV의 +울트라 프로그래밍 블록에서 방영되었다. 두 번째 시즌은 2024년 10월부터 동일한 프로그래밍 블록에서 방송 중이다.

## 줄거리
고등학생들은 신이 될 기회를 놓고 배틀 로얄에서 서로 싸운다.

## 제작 및 개봉
이 시리즈는 2023년 3월 22일 "후지 TV 애니메이션 라인업 발표회 2023"에서 발표되었다. 제작은 타로 요코, 프로듀싱은 언엔드(Unend), 감독은 세시타 히로유키, 각본 작성은 진, 캐릭터 디자인은 오쿠보 아츠시, 작곡은 모나카가 맡았다. 2023년 10월 5일부터 12월 21일까지 후지 TV의 +울트라 프로그래밍 블록 및 계열사에서 방영되었다. 오프닝 주제곡 "Scrap & Build"는 엘라이자(Elaiza)가 연주하고, 엔딩 주제곡 "Bleed My Heart"는 앨리사(Alisa)가 연주한다. 크런치롤은 아시아 이외의 지역에서 시리즈 라이선스를 취득했다.
시즌 2는 2023년 10월 21일에 발표되었다. 동일한 프로그래밍 블록에서 2024년 10월부터 방송 중이다.